# 武蔵坊弁慶
武蔵坊 弁慶（むさしぼう べんけい、武藏坊 辨慶、生年不詳 - 文治5年閏4月30日〈1189年6月15日〉?）は、平安時代末期の僧衆（僧兵）。源義経の郎党。
鎌倉幕府が記録した「吾妻鏡」に義経の家来として名前が登場する。同じく鎌倉時代に書かれた軍記物語「平家物語」「源平盛衰記」においても名前が記録されている。しかしながら、出身地、容姿、性格、活動内容、最期と言った詳細な情報については、当時の資料には一切記録がないことから、弁慶の功績や伝説とされるものは後世の創作と見られている。

## 生涯
元は比叡山の僧で武術を好み、五条の大橋で義経と出会って以来、郎党として彼に最後まで仕えたとされる。
義経に忠義を尽くした怪力無双の荒法師として名高く、怪力や豪傑の代名詞として用いられている。
後述のような広く知られる弁慶の逸話は、『義経記』をはじめとした、室町時代以降の後世に成立した創作を基にしたものである。
鎌倉時代当時の文献においては、『吾妻鏡』文治元年（1185年）11月3日条に、
11月6日条に、
と、義経郎党の一人として名が記されているのみである。これは『平家物語』においても同様で、いずれも出自や業績、最期等については全く触れられていない。『源平盛衰記』では、弁慶をトビのような痩せ法師と形容しているが、こちらでも業績や最期については全く触れられていない。肖像や外見の記録もほとんど後世に伝わっていないことから、弁慶とされる絵画や彫像も全て、その時の芸術家による想像図である。
『吾妻鏡』ほか『玉葉』によると、都落ちの後、周辺に潜伏する義経を比叡山の悪僧（僧兵）らが庇護しており、その中の俊章（しゅんしょう）という僧は、義経を奥州まで案内したとされる。また文治5年（1189年）1月13日には、義経が京に還る意志を書いた手紙を持った比叡山の悪僧、千光房七郎（せんこうぼう しちろう）が、北条時定（時政の甥）に捕縛されている。この七郎は、『吾妻鏡』文治四年（1188年）8月17日条によれば、悪徒浪人を集めて悪行を働いた咎でお尋ね者になっていた僧侶とされている。
これら義経を庇護した複数の比叡山悪僧の所業が集められ、誇張されて後述の武蔵坊弁慶の伝説が構成されたとする説がある。

## 創作物における弁慶

### 誕生
熊野別当（『義経記』では「弁しょう」、『弁慶物語』では弁心）が、二位大納言の姫を強奪して生ませたとされる。母の胎内に18ヶ月（『弁慶物語』では3年）いて、生まれたときには2、3歳児の体つきで、髪は肩を隠すほど伸び、奥歯も前歯も生えそろっていたという。父はこれは鬼子だとして殺そうとしたが、叔母に引き取られて鬼若と命名され、京で育てられた。

### 牛若との出会い
鬼若は比叡山に入れられるが勉学をせず、乱暴が過ぎて追い出されてしまう。鬼若は自ら剃髪して武蔵坊弁慶と名乗る。その後、四国から播磨国へ行くが、そこでも狼藉を繰り返して、播磨の圓教寺の堂塔を炎上させてしまう。
やがて、弁慶は京で千本の太刀を奪おうと心に誓う。弁慶は道行く人を襲い、通りかかった帯刀の武者と決闘して999本まで集めたが、あと一本というところで、五条大橋で笛を吹きつつ通りすがる義経と出会う。弁慶は義経が腰に佩びた見事な太刀に目を止め、太刀をかけて挑みかかるが、欄干を飛び交う身軽な義経にかなわず、返り討ちに遭った。弁慶は降参してそれ以来義経の家来となった。この決闘は後世の創作で当時五条大橋はまだなく、決闘の場所も『義経記』では五条の大橋ではなく堀川小路から清水観音での出来事とされている。また現在の松原通が当時の「五条通り」であり、また旧五条通西洞院に五条天神社が存在し、そこに架かる橋であったともいわれている。決闘の場所を五条大橋とするのは、明治の伽噺作家、巖谷小波の書いた『日本昔噺』によるもので、『尋常小学唱歌』の「牛若丸」もこれにしたがっている。千本の太刀をあと一本で奪いそこねる話は仏教寓話に同様の話が存在する（アングリマーラを参照）。

### 義経の忠臣
その後、弁慶は義経の忠実な家来として活躍し、平家討伐に功名を立てる。兄の源頼朝と対立した義経が都落ちするのに同行。山伏に姿を変えた苦難の逃避行で、弁慶は智謀と怪力で義経一行を助けた。
一行は加賀国安宅の関で、富樫介（能の『安宅』では富樫の何某（なにがし）、歌舞伎の『勧進帳』では富樫左衛門。富樫泰家に比定される）に見咎められる。弁慶は偽の勧進帳を読み上げ、疑われた義経を自らの金剛杖で打ち据える。富樫は弁慶の嘘を見破りつつも、その心情を慮りあえて騙された振りをして通し、義経一行は無事に関を越える。
義経一行は、奥州平泉にたどり着き、藤原秀衡のもとへ身を寄せる。だが秀衡が死ぬと、子の藤原泰衡は頼朝による再三の圧力に屈し父の遺言を破り、義経主従を衣川館に襲った（衣川の戦い）。多数の敵勢を相手に弁慶は、義経を守って堂の入口に立って薙刀を振るって孤軍奮闘するも、雨の様な敵の矢を身体に受けて立ったまま絶命し、その最期は「弁慶の立往生」と後世に語り継がれた。
なお、義経主従は衣川館では死なず、平泉を脱して蝦夷地へ、あるいは西国に逃れたとする、いわゆる「義経北行伝説」にも、弁慶に関するエピソードは数多く登場する。

## 能・歌舞伎
弁慶は猿楽・能の『安宅』やそれを歌舞伎化した『勧進帳』でも主役を張っている。

### 花道の出
義経が頼朝と不仲になり、都落ちして奥州藤原氏のもとに身をよせることになった。途上、義経一行は山伏に扮して安宅の関を越えようとした。

### 勧進帳の読み上げ
ところが一行は関守の富樫に見咎められる。これを弁慶は「奈良の東大寺再建のため諸国をまわり勧進（寄付）を募る山伏である。」と答え、富樫は「勧進帳を出せ」と詰め寄る。もとより一行はそのようなものを持っていなかった。しかし、弁慶は機転を利かせ、もともと寺で修行経験があったことが幸いして、持ち合わせの巻物を広げ、朗朗と読み上げていく。この機転によって無事関を越えられそうであった。

### 打擲
しかし「一行の中に常に傘で顔を覆っていて不自然な行動をする者が義経に非常に似ている」と富樫の部下が言い出したため、なおいっそう疑われてしまう。更に弁慶は機転を利かせ、今度は手に持っていた杖で「お前が義経に似ているために、あらぬ疑いをかけられてしまったではないか!」とののしりながら主君である義経を何度も何度も殴った。「いくらなんでも杖で主君をぶつ者はこの世にいるはずがない」と関の者たちにそう思わせることに成功し、一行は無事に関を越えることができた。

### 主従の述懐
そして、弁慶は無事関を越えられた後、主を殴ったことについて義経に泣きながら詫びたという筋である。
以上の内容は、歌舞伎演目案内を参照。
五条の橋での義経との戦いを扱った『橋弁慶』という能や、義経の西国落ちの道程を扱った『船弁慶』という猿楽・能になっている。また、義経を主人公とした『義経千本桜』などの歌舞伎にも、主要人物の一人として登場する。

## 弁慶ゆかりと伝えられるもの
弁慶産屋の楠跡（べんけいうぶやのくすのきあと）（三重県紀宝町）
紀宝町鮒田地区には弁慶の生まれたとされる屋敷の庭にあった楠の跡に石碑を建て、弁慶の伝説を伝えている。
弁慶の墓（岩手県平泉町）
中尊寺表参道入口前の広場に、竹垣に囲われた松の生えた塚があり、その根本に弁慶の墓と伝わる五輪塔が立っている。傍らには中尊寺の僧・素鳥が詠んだ「色かへぬ 松のあるしや 武蔵坊」の句碑が建つ。「伝弁慶墓」の名で、中尊寺境内の一つとして特別史跡に指定されている。
弁慶石（京都府京都市）
中京区三条通麩屋町東入（御幸町との間）の歩道脇にある石。男の子が触ると力持ちになるという言い伝えがある。この他にも7つ、全国で8つ弁慶岩と呼ばれるものが存在する。すべて弁慶が平泉に渡る旅路にあり、弁慶が運んだ、弁慶が座った、弁慶が刀で切った、比叡山から弁慶が投げ飛ばしたなどの伝承がそれぞれに残っている。
弁慶のお手玉石（同上）
丸みのある岩で、お手玉代わりに投げたとされる。
弁慶七戻り（茨城県つくば市）
筑波山の登山道中にある。大岩の下をくぐって通過する箇所において、岩が落ちないか弁慶が何度も確認したことに由来する。
弁慶の手掛石（長野県佐久市安原）
弁慶が背負った石。手を掛けたとされる跡や、縄の痕跡がある。
弁慶あぶみ石（長野県佐久市下平尾）
弁慶が浅間山と平尾山に足をかけ弓を射た足形とされるものがある。
弁慶腰掛の松（長野県御代田町真楽寺）
弁慶は寺を参拝した際、松の木に腰かけたという。
弁慶塚（神奈川県茅ヶ崎市、藤沢市）
茅ヶ崎市の鶴嶺八幡宮参道脇と藤沢市の常光寺裏手にある、弁慶の墓と伝わる塚。
弁慶の油こぼし（山形県鶴岡市）
羽黒山にて、弁慶があまりの勾配に奉納する油をこぼしてしまったことによる。
弁慶の足跡（北海道檜山郡江差町）
義経と共に蝦夷地（現在の北海道）に逃げ延び、江差にいたという伝説が伝わっており、江差町の鴎島にある岩の2つの窪みが、弁慶が付けた「弁慶の足跡」と伝えられている。
弁慶の力石（同上）
上記の「弁慶の足跡」とともに「義経伝説」として、現在の江差町・鴎島の鴎島灯台下部あたりに、同じ鴎島にある瓶子岩とほぼ同じ10ｍほどの大きさの巨石がかつてはあり、弁慶が鍛錬に使っていたといわれていたが、昭和9年（1934年）の函館大火の日に発生した高波でさらわれたと伝えられている
弁慶の土俵跡（北海道寿都郡寿都町）
同町字政泊町にあり、アイヌの力自慢と相撲を取った場所とされ、石碑と案内板の設置がある。近辺の岬は「弁慶岬」と呼ばれ、「武蔵坊弁慶」の銅像が建ち、設置されている灯台も「弁慶岬灯台」と名付けられている。
弁慶の刀掛岩（北海道岩内郡岩内町）
雷電海岸にある雷電岬の岩の一部が刀掛のような形をしている物。「義経伝説」として、逃げ延びてこの地に来て休息を取っていた弁慶が、腰の太刀が邪魔になったことからこの場所の岩の一部を自慢の力でひねってそこに太刀を掛けて置いたという話が伝えられている。現在は国道229号の「刀掛トンネル」 - 「カスペトンネル」の間が弁慶の刀掛岩を望める最も近い場所となっている。
弁慶の薪積岩（同上）
上記「弁慶の刀掛岩」に程近い、国道229号「カスペトンネル」 - 「弁慶トンネル」間にある岩。弁慶が暖を取るために木を切り倒して積んで置いた薪が化石になったと伝えられている。

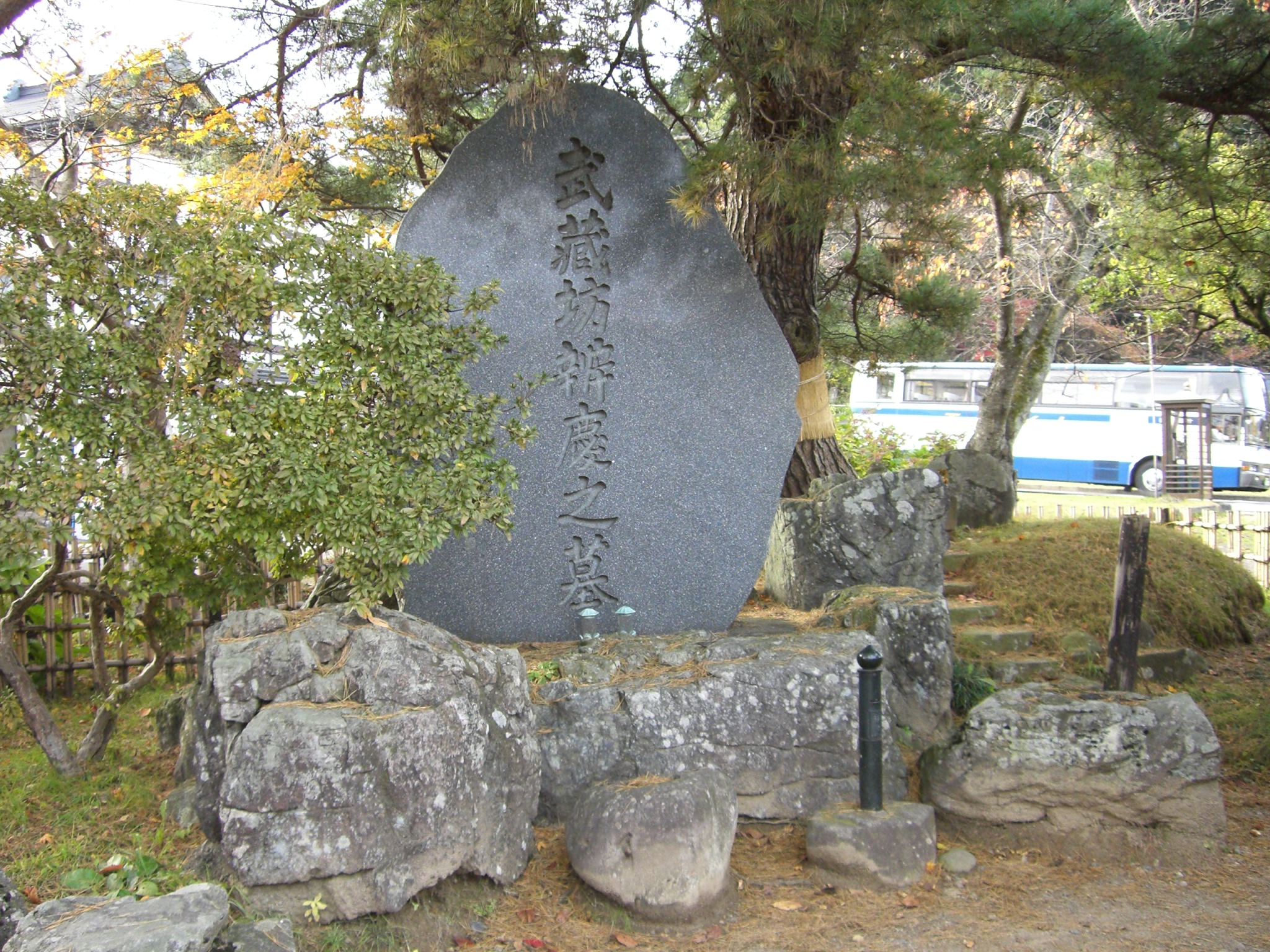
弁慶の墓
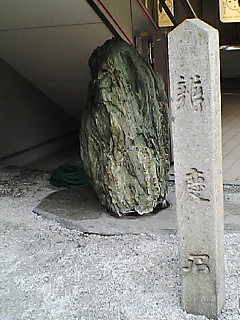
弁慶石
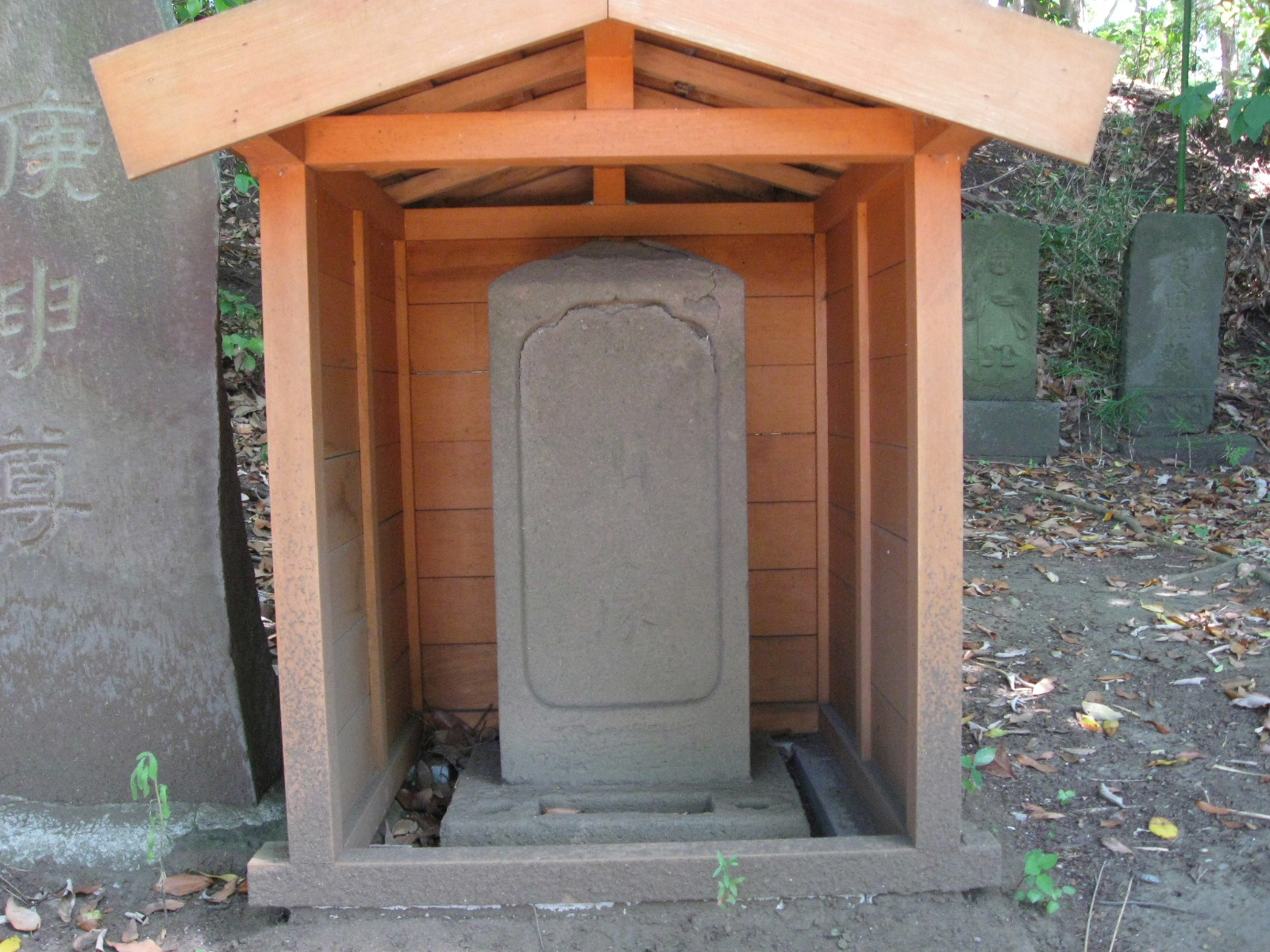
藤沢市の弁慶塚
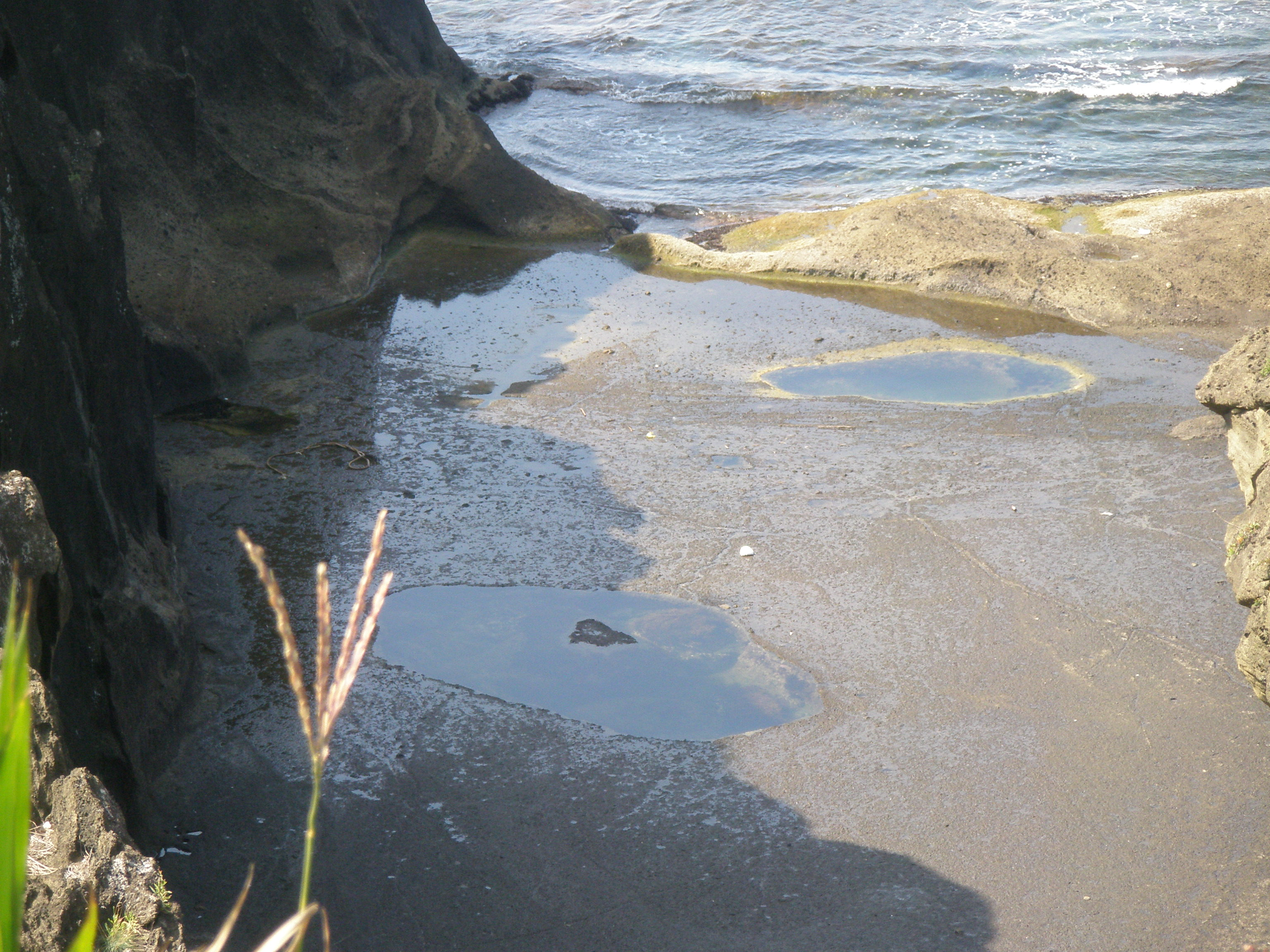
江差町鴎島にある、弁慶の足跡と呼ばれる窪み
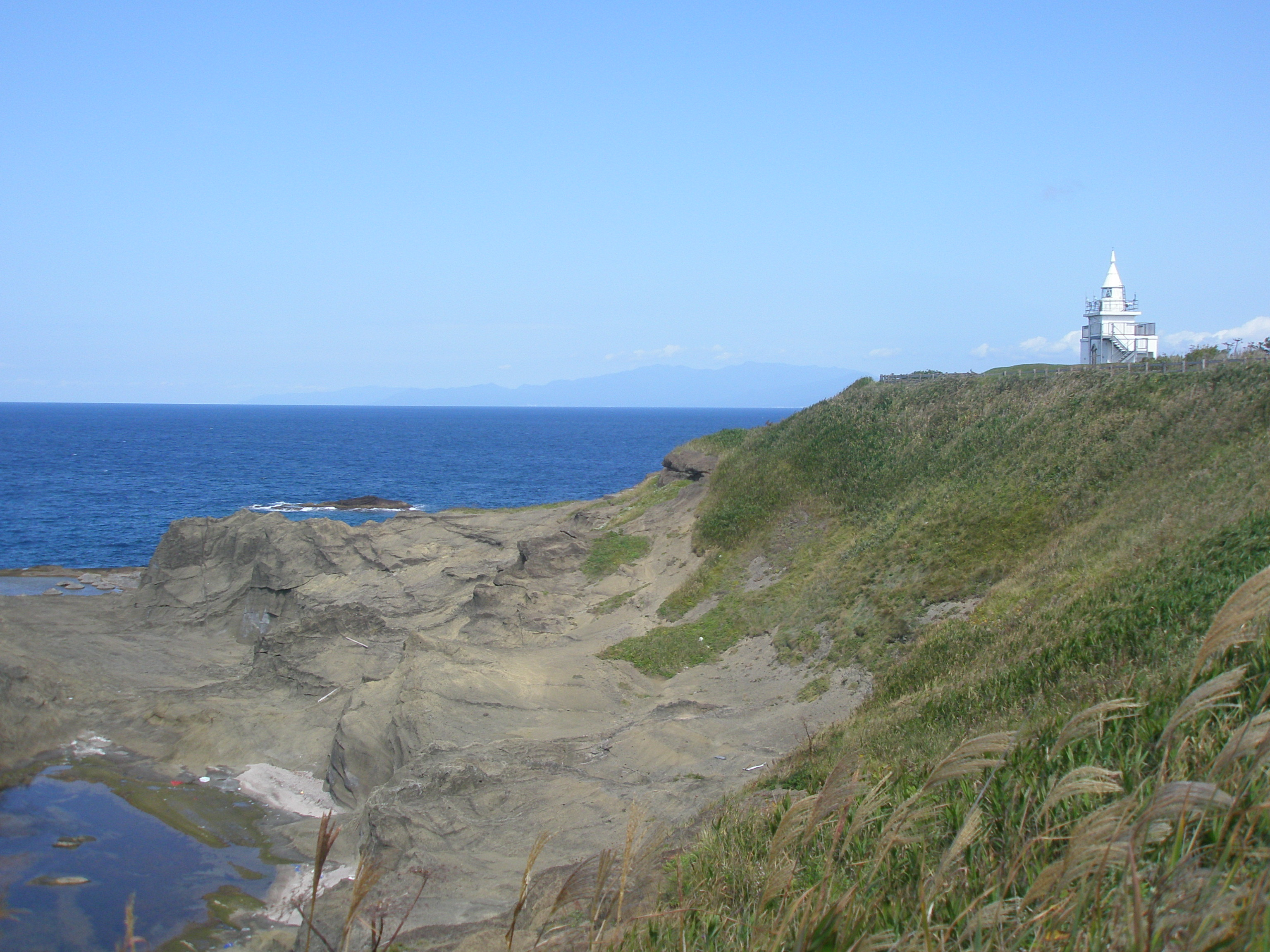
江差町鴎島・鴎島灯台の裏側、この中腹あたりに「弁慶の力石」があったと伝えられている
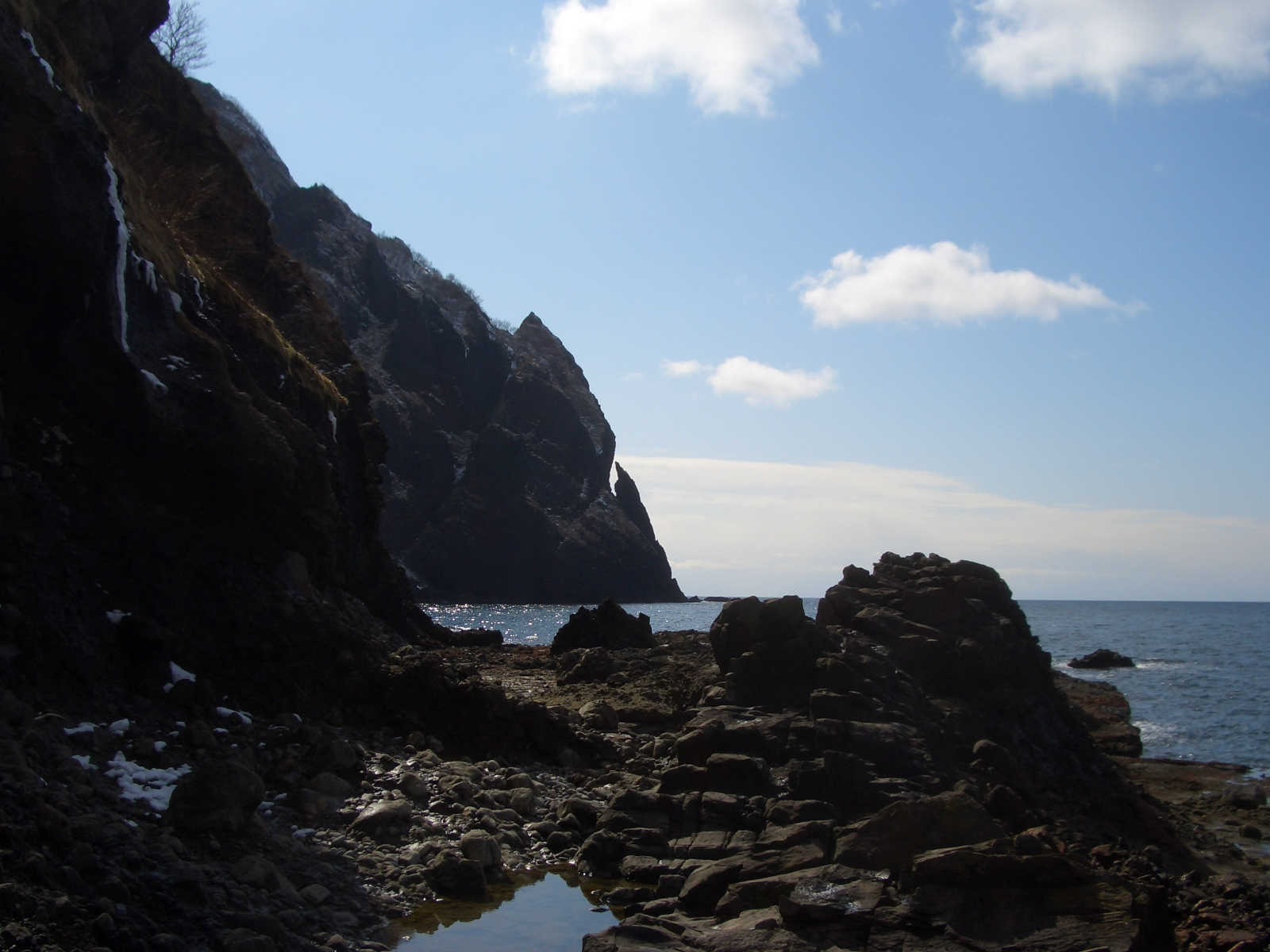
岩内町雷電海岸の弁慶の刀掛岩

## 弁慶にちなんだ言葉

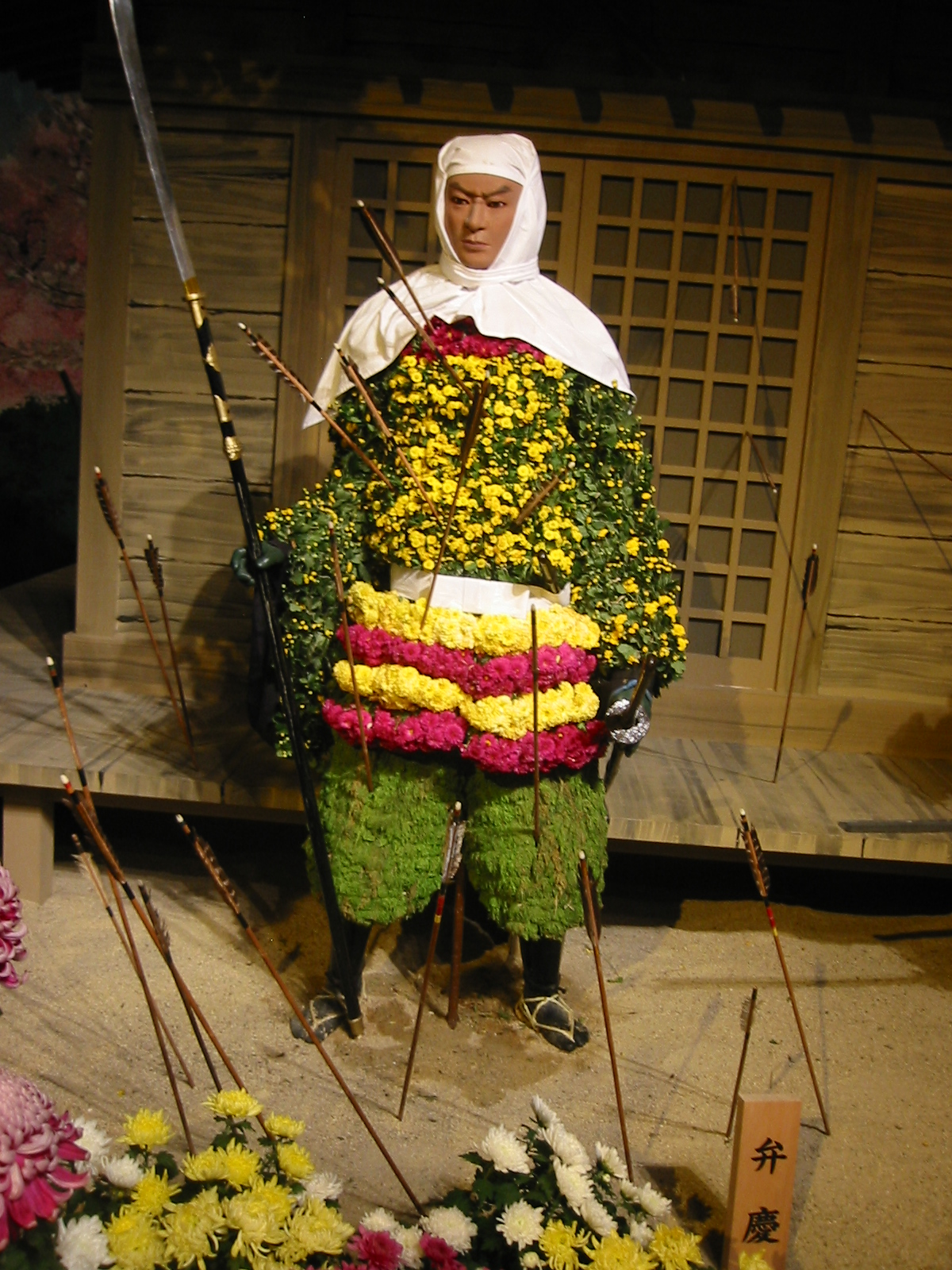
弁慶の立往生を表した菊人形

弁慶は古くから豪傑や怪力の代名詞として用いられており、それにちなんださまざまな言葉がある。
弁慶の立往生
三国志演義の剛勇な典韋が満身に矢や槍を受けて立往生したエピソードの流用。義経が衣川の館を攻められた際、弁慶は並み居る敵兵を次々倒すが、ついには無数の矢を受けて薙刀を杖にして仁王立ちのまま息絶えたと伝えられている。ここから力を絞り尽くして主君を護っていた忠義の臣を表す。単に「立往生」と記した場合、進退窮まることの喩えに用いられる。
また、かつて民家で用いられた、藁などを束にして囲炉裏端に吊るし、串に通した魚や獣肉を刺して煙で燻製を作れるようにした道具も「弁慶」と呼んだが、これは藁束に大量の串が刺さっている様子を、弁慶の立往生に見立てたものとされる。
弁慶の泣き所
弁慶ほどの豪傑でもここを打てば涙を流すほど痛いとされる急所のこと。最もよく知られているのが脛（膝頭の下から足首の上まで）で、皮膚のすぐ下、骨（脛骨）のすぐ上を神経が通っている。他にアキレス腱や中指の第一関節から先の部分もこのように呼ばれる。
弁慶の七つ道具
弁慶が持っていたと伝えられる七種の武器（薙刀、鉄の熊手、大槌、大鋸、刺又、突棒、袖搦）から転じて、7個で一式のものを七つ道具と呼ぶようになり、「選挙の-」、「探偵の-」のような使われ方をされる。
内弁慶、外地蔵
「陰弁慶」「炬燵弁慶」とも。あるいは「内弁慶、外鼠」や「内弁慶」のみでも用いられる。身内の中では強気になって威張り散らすが、知らない相手には意気地がなくおとなしい人間のこと。転じて、特定の場面においてのみ威勢を張るさまをもって「-弁慶」等と組み合わせて用いる。
弁慶ぎなた式
「ぎなた読み」とも。「弁慶が薙刀（なぎなた）を持って刺し殺した」という文を「弁慶がな、ぎなたを持ってさ、し殺した」などと区切りを間違えて読むこと。句読点の付け方（または息継ぎ）を変えると文章の意味も変わるということを示す例。「ここではきものをぬいでください」（脱ぐのは履物か着物か）なども同様。

## 弁慶にちなんだ名前
弁慶蟹
海に近い河口域に住む小型のカニ。名前の由来は、甲羅の模様が弁慶の厳つい形相を連想させるからといわれる。戦に敗れ海に沈んだ平氏を連想させるヘイケガニと対比させたともいわれる。
弁慶縞
「弁慶格子（べんけいごうし）」とも。紺色と茶色や浅葱色など、二色の色糸を格子状に碁盤の目のように織った文様。茶と紺のものを「茶弁慶」、紺と浅葱のものを「藍弁慶」という。縦横の縞が交差するところは色が重なって濃くなっている。
弁慶草
別名イキクサ。分厚い葉と群をなす淡紅色の小花が特色の多年草。
辨慶號
北海道の官営幌内鉄道で使用されたアメリカ製のテンダー型蒸気機関車の第2号機に付けられた愛称で、ほかにも「義経」（1号機）や「しづか」（6号機）など弁慶に縁のある歴史上の人物にちなんだ愛称が付けられた。国鉄7100形蒸気機関車として鉄道博物館に保存。
弁慶岬
北海道寿都町の寿都湾西口にある。衣川で死んだとされた弁慶は傷つきながらも命を取り留め、ようやくこの地に流れ着き再起の機会をうかがっていたという伝説が残る。

## 弁慶を介した交流
和歌山県田辺市は、弁慶の生誕地であると観光資料などに記しており、毎年10月第1金曜・土曜日に弁慶誕生の地にちなんだ「弁慶まつり」を開催している。死没地である岩手県平泉町と1982年（昭和57年）に姉妹都市提携を締結。近年では世界遺産（紀伊山地の霊場と参詣道（田辺市）・平泉―仏国土（浄土）を表す建築・庭園及び考古学的遺跡群―（平泉町））を抱える自治体としての交流も盛んになっている。

## 関連作品
小説
- 武蔵坊弁慶（著・富田常雄）

漫画
- 弁慶（1953年、おもしろブック、作：手塚治虫）
- 火の鳥 乱世編（COM版1973年、マンガ少年版1978年 - 1980年、作：手塚治虫） - 主人公の弁太は、弁慶がモデル。

映画
- 弁慶一代記（1912年、演：尾上松之助）
- 武蔵坊弁慶（1922年、演：嵐璃徳）
- 武蔵坊弁慶（1942年、監督：渡辺邦男、演：岡譲二）
- 虎の尾を踏む男達（1945年、監督：黒澤明、演：大河内伝次郎）
- 五条霊戦記 GOJOE（2000年、監督：石井聰亙、演：隆大介）

テレビドラマ
武蔵坊弁慶が主人公のテレビドラマ
- 弁慶（1965年、日本テレビ、演：丹波哲郎）
- 武蔵坊弁慶（1986年、NHK新大型時代劇、演：中村吉右衛門）
- 弁慶 怪力無双の荒法師!（1997年、テレビ朝日、演：松平健）
- 弁慶（2004年、テレビ東京、演：うじきつよし）

武蔵坊弁慶が登場するテレビドラマ
- 源義経（1966年、NHK大河ドラマ、演：緒形拳）
- 炎立つ（1993年、NHK大河ドラマ、演：時任三郎）
- 義経（2005年、NHK大河ドラマ、演：松平健）
- 平清盛（2012年、NHK大河ドラマ、演：青木崇高）
- 鎌倉殿の13人（2022年、NHK大河ドラマ、演：佳久創）
- 義経のスマホ（2022年、NHK、演：小澤征悦）

ゲーム
- 弁慶外伝（PCエンジン、1989年）
- 弁慶外伝 沙の章（スーパーファミコン、1992年）
- 少女義経伝（PlayStation 2、2003年年、演：下野紘） - 現代からタイムスリップした主人公が弁慶の死に立ち会い、以後弁慶となる。
- 少女義経伝・弐 〜刻を超える契り〜（PlayStation 2、2005年、演：下野紘） - 上作の続編。

楽曲
- 弁慶（わらべうた）
  - この歌は「べんけいが」という曲名で紹介されている事もある。

## その他
- かつて角界に「武蔵坊弁慶」の四股名を名乗る力士がいた。弁慶の名に恥じないだけの素質があり、その才能は後に横綱となる後輩の武蔵丸光洋以上といわれたが、角界の風習に馴染めず、早々に引退してしまった。
- 幼少期、比叡山横川の池にいた8尺もの鯉が女子供を襲うことがあったので単身でその鯉を刺して退治した逸話がある。